# Résine acrylique

Le polyhydroxyéthylméthacrylate est une résine acrylate typique.

Une résine acrylique est une substance plastique thermoplastique ou thermodurcissable dérivée d'acide acrylique, d'acide méthacrylique ou d'autres composés apparentés. Un exemple est le polyhydroxyéthylméthacrylate, qui fait un polymère réticulé lorsqu'il est traité avec des isocyanates. Ces matériaux sont un composant utile dans certaines peintures. 

## Avantages en tant qu'ingrédient dans la peinture
La résine acrylique est un ingrédient courant de la peinture au latex (Royaume-Uni: peinture en émulsion). Les peintures au latex intérieures et extérieures avec une plus grande proportion de résine acrylique que le vinyle offrent une meilleure protection contre les taches, une plus grande résistance à l'eau, une meilleure adhérence, une plus grande résistance aux fissures et aux cloques et une résistance aux nettoyants alcalins. La résine acrylique est considérée comme extrêmement résistante aux intempéries. Cela la rend idéale pour les applications extérieures. Sous forme solide, la résine acrylique peut durer des décennies. Elle ne jaunit pas lorsqu'elle est exposée au soleil, même après plusieurs années. Les résines acryliques sont des matériaux qui, lorsqu'ils sont ajoutés au latex (U.K. Emulsion), augmentent leurs propriétés de brillance, leurs propriétés mécaniques, c'est-à-dire leur résistance aux rayures, et améliorent la brillance par rapport à la résine de vinyle. 

## Dégradation microbienne
Des champignons Cladosporium producteurs de mélanine ont endommagé des échantillons de résine acrylique séchée dans la cathédrale de Milan,. 

## Voir également
- Fibre acrylique